# 7635 Керолайнсміт
(7635) 1983 VH1 (1983 VH1, 1994 VA3) — астероїд головного поясу.
Тіссеранів параметр щодо Юпітера — 3,191.